# Сидорово (Бабаєвський район)
Сидорово — присілок в Бабаєвському районі Вологодської області Росії.
Входить до складу Борисовського сільського поселення (з 1 січня 2006 року по 13 квітня 2009 року входила в Новолукінське сільське поселення). 
Відстань по автодорозі до районного центру Бабаєво — 74 км, до центру муніципального утворення села Борисово-Судське по прямій — 8 км. Найближчі населені пункти — с. Афанасьєвська, с. Семеновська, с. Сумароково. Станом на 2002 рік проживало 2 чоловік.